# 蜂須賀家政
蜂須賀 家政（はちすか いえまさ）は、戦国時代から江戸時代前期にかけての武将・大名。蜂須賀正勝の子。父の代わりに阿波国の大名に任じられて徳島藩祖となる。

## 生涯

### 秀吉の家臣時代

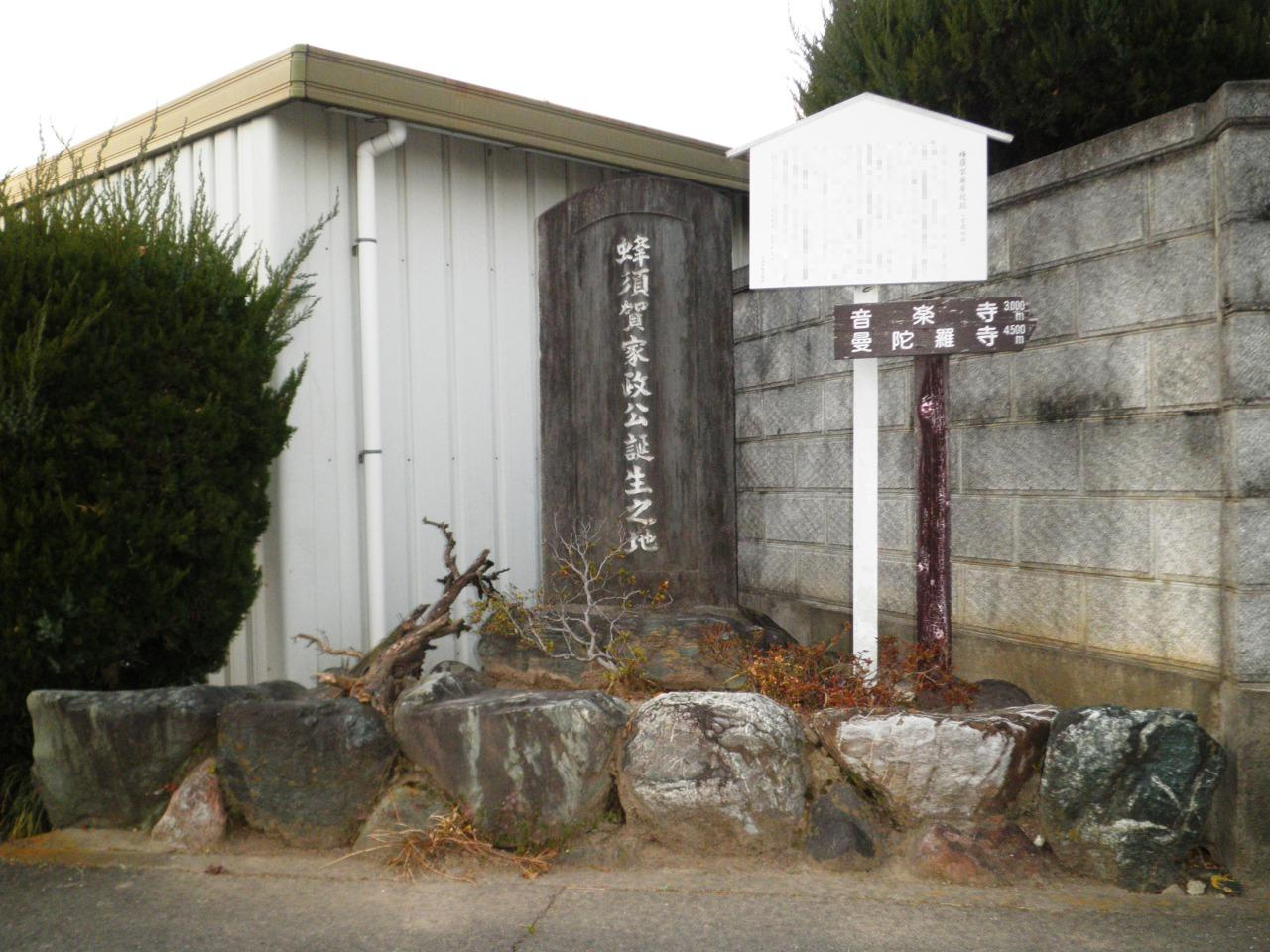
蜂須賀家政生誕地碑（愛知県江南市宮後町）

永禄元年（1558年）、蜂須賀正勝の嫡男として、尾張国丹羽郡宮後村（現在の愛知県江南市）の宮後城に生まれる。
初め織田信長に仕え元亀元年（1570年）の姉川の戦いで初陣を飾る。次いで天正3年（1575年）に羽柴秀吉（豊臣秀吉）に仕え黄母衣衆となり、長篠の戦いで戦功を立てた。秀吉が信長の命令で行った中国攻めには父と共に従軍、天正6年（1578年）に播磨広瀬城の宇野重清を討ち取り、翌天正7年（1579年）には伯耆羽衣石城主南条元続を救出した戦功を激賞された。
天正10年（1582年）、信長が本能寺の変で明智光秀に討たれると、秀吉に従って山崎の戦いに参加した。以後秀吉の天下統一における戦争に従軍し戦功を挙げ、天正11年（1583年）の賤ヶ岳の戦いに参加し、天正12年（1584年）に根来・雑賀一揆鎮圧の功績により播磨佐用郡内に3,000石を与えられた。かたや外交にも手腕を発揮、天正10年から天正13年（1585年）の3年に渡り父や黒田孝高と共に毛利氏と領土協定（中国国分）の交渉に当たった。天正10年から交渉に当たっていたことが毛利側の吉川元春・小早川隆景兄弟それぞれの家政宛の書状から確認され、2人からは山崎の戦いの戦勝祝いの他、領土交渉について父共々秀吉への取り成しを依頼されている。
天正13年の四国攻めでは、阿波木津城攻め、一宮城攻めなどで武功を挙げた。四国攻め後、その戦功により秀吉は正勝に対して阿波一国を与えようとしたが、正勝は秀吉の側近として仕える道を選んで辞退し、秀吉はやむなく家政に阿波を与えたという（四国国分）。こうして家政は天正14年（1586年）に阿波18万石の大名となり、同年1月2日、従五位下阿波守に叙任する。
天正15年（1587年）、九州征伐に参加し、日向高鍋城攻めで功を挙げる。天正18年（1590年）の小田原征伐における伊豆韮山城攻めでは福島正則と共に先鋒を務め、武功を挙げた。

### 阿波の統治
天正13年6月に阿波へ入国した家政は初め一宮城へ入り城主となったが、すぐに徳島城の築城工事に取り掛かり、翌天正14年に完成した。一宮城は堅固な山城だが阿波一円支配に不向きで水軍を展開し難いため、領国経営の新しい拠点として吉野川河口部の三角州上の渭津を徳島城の建設場所に選んだからであった。城下町の建設も進める一方で阿波の秩序回復・村々の掌握にも努め、四国攻めで荒廃した村々の復興や各地に割拠する土豪や有力農民への対策にも取り組んだが、剣山を中心とする山間部に根を張る土豪層は在地農民に強い支配力を持ち、阿波の前領主長宗我部元親から支配を安堵されていたため家政への反発が強かった。
家政の入国直後の天正13年8月に祖谷山・仁宇谷・大栗山など山間部の土豪層が家政の検地などの政策に反対して祖谷山一揆を起こした。家政は自ら出陣して武力鎮圧に臨む一方で懐柔策も進め土豪層の切り崩しを図り、阿波の多くの土豪を帰順させたが、祖谷山など山間部の土豪は抵抗を続けたため、鎮圧は5年後の天正18年までかかり、祖谷山が蜂須賀氏の支配に組み込まれるのは32年後の元和3年（1617年）の刀狩実施までかかった。このような苦難に遭いながらも土豪層解体と抱き込みという飴と鞭を使い分け、天正17年（1589年）に太閤検地を実施して兵農分離を村々に推し進めていった。
阿波九城と駅路寺の実施にも取り組み、前者は祖谷山一揆や他領からの侵攻に備えつつ在地農民の支配も進める阿波の9つの城による支城制、後者は九城のほぼ中間にあった8つの寺を旅人の宿泊所および監視による治安維持に利用した。どちらも機能したのは軍事中心の限られた期間で、時代が下るにつれて機能しなくなり過渡期の政策として役目を終えたが、引き換えに徳島城の改造が進んでいった。
一説に阿波踊りは、城が竣工した折、家政が城下に「城の完成祝いとして、好きに踊れ」という触れを出したことが発祥ともいう。

### 関ヶ原前後
文禄元年（1592年）からの朝鮮出兵には、文禄の役・慶長の役の2度とも出陣する。特に慶長2年（1597年）の南原城の戦い、蔚山城の戦いでは救援軍の一端を担い、加藤清正と浅野幸長を助け出すという武功を挙げた。ところが、家政たちが十分な追撃を行わなかった上、黒田長政（孝高の子）ら諸大名と連名で本土に戦線縮小案を上申したことが秀吉の逆鱗に触れる。朝鮮派遣軍の目付福原長堯・垣見一直・熊谷直盛が島津氏へ宛てた報告によると、3人が家政・長政らの戦線縮小案の非を秀吉に訴えたことで家政は本土に呼び戻され、領国での蟄居と蔵入地の没収という処罰を受けた。窮地に立たされた家政に救いの手を差し伸べたのは徳川家康で、翌慶長3年（1598年）に家康の息子徳川秀忠が家政に宛てた慶長の役の戦功を称えた書状が現存している。他方で家政らの処分は軍目付3人と親しい石田三成の意向があったと推測され、清正・長政らと共に三成へ遺恨を抱いたとされる。
慶長3年8月18日に秀吉が死去し、翌慶長4年（1599年）閏3月3日に前田利家が死去すると、4日に加藤清正・浅野幸長・福島正則・黒田長政・藤堂高虎・細川忠興と共に三成を襲撃しようと蜂起したり（七将襲撃事件）、嫡男の至鎮と家康の養女（外曾孫）・敬台院の縁組を結ぶなど、典型的な武断派・親家康大名として活動している。襲撃事件後の閏3月19日に五大老連署状で長政共々蔚山城の戦いにおける追撃中止の罪が撤回され名誉回復がされたが、これは三成への更なる追い込みを阻止するための裁定とされる。一方で妹の糸姫が嫁いでいた長政から離縁されて蜂須賀氏に返されると、蜂須賀氏と黒田氏の間は以後約120年間、不通大名となって交わりが絶えた。
慶長5年（1600年）の家康による会津征伐に際しては至鎮を従軍させ自らは大坂城に居残るが、これは病気が理由とも、親徳川派として留守を守るためとも言われる。三成らの反徳川決起後には7月16日に毛利輝元の側近で大坂留守居の堅田元慶へ書状を送り、領国の輝元に向けて西軍参加を諫めた。しかし書状は行き違いとなり、大坂に上り大坂城を占拠した輝元により家政は逼塞させられる。蜂須賀領の阿波には毛利軍が進駐し、自身は豊臣秀頼に阿波を返上して剃髪（出家）し、蓬庵と号して高野山光明院に上る。軍勢は豊臣氏の馬廻に編入されて毛利氏に預けられ、北国口の防衛に2000程の兵が向けられた（真田文書）が、この軍勢は交戦前に関ヶ原の戦いでの西軍敗北を知り、直接西軍に加担する事なく東軍に合流し、家康に同行していた至鎮の指揮下に戻る。関ヶ原の本戦で至鎮が東軍として参加していたため、戦後に家康から所領を安堵された。戦後は家督を至鎮に譲り、隠居した。

### 江戸時代

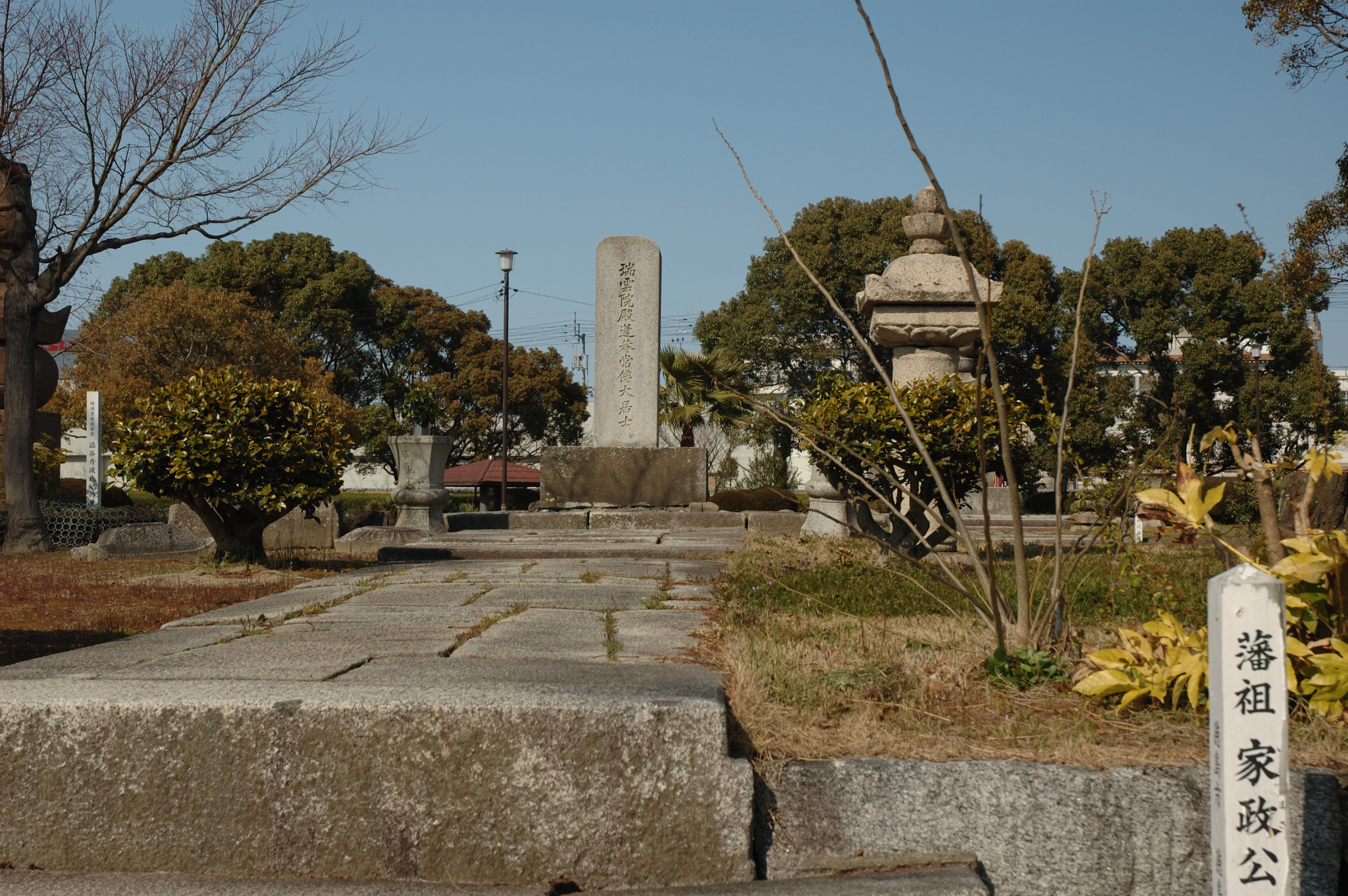
興源寺の墓所（徳島県徳島市下助任町）

慶長8年（1603年）、家康の征夷大将軍宣下に際して江戸へ向かい、家康から阿波一円拝領を申し渡され、阿波領知権を与えられた。翌慶長9年（1604年）に至鎮が従四位下阿波守に叙任されたことで蜂須賀氏は江戸幕府における立場を確保した。隠居後も阿波への関与を続け、慶長9年と翌10年（1605年）に市場村（徳島市）の復興のため年貢免除の代わりに耕作者を呼びかける制札、諸役免除や市場開設で転入者を迎え入れる制札を発行、慶長11年（1606年）に村の用水争いを裁定した制札、慶長17年（1612年）に祖谷山で検地を行い家臣へ30石与えた宛行状が確認されている。
慶長19年（1614年）から始まった大坂の陣では、豊臣方からの誘いに「自分は無二の関東方」と称して与力を拒絶するとともに、駿府城の家康を訪ねて密書を提出している。自らを人質として江戸へ向かい終戦まで蟄居・恭順に努め蜂須賀氏の安泰を図った。かたや至鎮は徳川方として出陣、冬の陣では8000人の兵を率いて11月19日の木津川口の戦い・29日の博労淵の戦いで豊臣方の砦を奪う戦功を挙げ、12月17日の本町橋の夜戦で塙直之の夜襲に遭い家老の中村重勝を討ち取られる損害を被るも奮戦して陣を守り抜き、家康と秀忠から称賛され戦功のあった至鎮の7人の家臣に感状（阿波の七感状）が送られ、至鎮も松平姓を下賜された。翌慶長20年（元和元年・1615年）の夏の陣で至鎮は戦列に加わらなかったが、軍勢を大坂へ接近させ和泉田川で一揆を未然に防いだ。これらの戦功から戦後に蜂須賀氏は淡路一国を与えられ、25万7,000石に加増された。この時の慰労のため、家政に下賜されたと享保名物帳に記載されているのが順慶左文字（重要美術品）である。
元和4年（1618年）に個別に出されていた領国統治の原則を体系化した御壁書二十三箇条を制定（至鎮が制定したとも）。元和6年（1620年）に至鎮が夭折した後は、幼くして襲封した嫡孫・忠英の後見を幕府から命じられ徳島城西の丸に入り、忠英が成人する寛永4年（1627年）まで政務を取り仕切り、寛永4年に御壁書二十三箇条を補完する裏書七箇条を制定、藩政の基礎を築いた。ただし後見を退いたのは自身が病に伏した寛永6年（1629年）ともされる。
戦国以来の長老として、3代将軍徳川家光の側に御伽衆として出仕することもあったという。寛永15年（1638年）12月30日に81歳で死去。
平島記によると、寛永元年（1624年）に平島公方家に平島館の家屋修理資材を下賜していると言う。

### 豊国神社
秀吉の死後、形見の木像『木造 豊太閤像』が秀頼により家政と至鎮に与えられた。家政が隠居して蓬庵となり、中田の地に別邸を建てると、その近くに豊国神社を創建。秀吉の17回忌にあたる慶長19年のことである。また歴史学者黒田日出男は同年頃に家政が岩佐又兵衛とその工房に「豊国祭礼図屏風」（徳川美術館蔵）を発注、元和2年（1616年）頃に完成した屏風を手元に置き、死後の寛永16年（1639年）に高野山光明院へ遺骨と共に奉納されたと想定している。ただし屏風が光明院に伝来したという証拠は無く、佐藤康宏が提唱する松平忠直が屏風注文主とする説もある。
徳川家の力が大きくなるとともに神社の縮小や社殿取り壊し、神社名変更はあったものの、江戸時代を通じてひそかに祀り続けられる。明治になり復名。現在も秀吉の木像はご神体となっている。

## 人物
- 『名将言行録』によると伊達政宗に「阿波の古狸（ふるだぬき）」と評されたという[41][53]。一方で、茶会を通じての交流があり、政宗邸での朝の茶会の礼状を家政より受けたことに対する政宗の返礼が書かれた年不明6月11日付の書状が残されている[54]。
- 慶長元年（1596年）12月13日にイエズス会士ルイス・フロイスが記録したイエズス会の年報には、京極高知の影響で家政がキリスト教を信仰し、洗礼を受けたことが書かれている。この記録で家政は地動説などの天文学や神と仏の問題などの議論に参加する好奇心、領地や生命を失っても信仰を捨てない決心を表す一方で、キリシタンであることを表明しない用心深さも示している。また、慶長13年（1608年）のイエズス会年報でディオゴ結城が神父と共に阿波を訪れた際、隠居していた家政が彼等に好意を示し、阿波のキリシタン領民を引き合わせたり、自分の屋敷へ招いて説教を聞いて賞賛したり、至鎮や家臣共々キリシタンに理解を示したことが書かれている[55]。
- 茶人としての活動も見られ、前述の政宗との交流だけでなく、天正13年1月16日の津田宗及の茶会に孝高と共に参加したこと、千利休から度々茶道具を渡されるほど親密な関係を築いたことが指摘されている[54][56]。豪商の三木正通・渡辺道通（利休の甥）・塩屋宗喜（利休の弟子）を召し抱え茶の湯で交流を深める一方、一時期上田重安（宗箇）も賓客扱いで召し抱えたとされ、彼が作庭した旧徳島城表御殿庭園が徳島中央公園内に現存している。茶道具収集にも熱心であり、昭和8年（1933年）に蜂須賀氏が売りに出した品の目録に利休と関係がある茶道具類が確認されるほか、丈六寺に家政が寄進したと伝わる瀬戸茶壷と台子飾り皆具一式が残されている[57][58]。
- 元和5年（1619年）、法華宗要法寺22代大雄院日恩の教化を受け、東山に隠居寮を建てる。
- 大正6年（1917年）、従四位を追贈された[59]。

## 系譜
- 父：蜂須賀正勝
- 母：大匠院（松姫） - 三輪吉高または益田持正の娘
- 正室：慈光院（ヒメ） - 生駒家長の娘
  - 長男：蜂須賀至鎮
- 側室：某氏
  - 娘：即心院（万姫） - 池田由之室
  - 娘：阿喜姫 - 井伊直孝室
  - 娘：実相院（辰姫） - 松平忠光室

## 蜂須賀家政を祭神とした神社
- 国瑞彦神社 - 徳島藩第11代藩主蜂須賀治昭が文化3年（1806年）に建立。
- （分社）國瑞彦護國神社（兵庫県洲本市／淡路島）[60] - 江戸時代、淡路国は徳島藩で蜂須賀氏の客将稲田氏による知行地となっていた。
- （分社）雨竜神社（北海道雨竜郡雨竜町）[61] - 創建時の名前が国瑞彦神社。蜂須賀農場のあった土地。

## 蜂須賀家政を主題とした作品
小説
- 『蜂須賀小六』（戸部新十郎）：前半が父の小六正勝、後半が小六家政の生涯を主題としている。
- 『殿さま狸』（簑輪諒）
- 『阿波の狸』（白石一郎）
- 『古狸と孫』（『戦国武将伝 西日本編』収録、今村翔吾）